# 楊厚綵

楊厚綵（1906年8月22日—2002年4月20日），字「焕文」，湖南瀏陽人，1926年10月南京中央军校第六期步兵第三中队毕业，留德，工兵專長，胡宗南系統（黃埔軍校西安第七分校），陸軍指揮參謀學校將官班第二期，中華民國海軍陸戰隊重建後的第一任司令。

## 簡歷
- 中央军校第七分校学生第十三总队总队长
- 中央军校教导总队（国军德械师）直屬工兵团少将团长（參見南京保衛戰）
- 國民革命軍陸軍第一師副師長（1945年9月）
- 整編第一旅副旅長（1946年4月）
- 陸戰大隊少將大隊長（馬尾海軍陸戰隊總隊長）
- 海軍陸戰隊第一師師長（1949年3月上海復興島就任）[1]
- 海軍陸戰隊少將司令（1949年10月就任）[1]
- 陸軍工兵學校校長[2]
- 海軍供應司令部（前身為「海軍供應總處」）中將署長
- 陸軍訓練作戰發展司令部（後改編為陸軍八軍團）中將副司令

## 事蹟
- 1947年奉命重建「海軍陸戰隊大隊」[1]
- 創設海軍陸戰隊軍樂隊（現已裁撤）[3][4]
- 訂頒「海軍陸戰隊隊歌」

## 書目
- . 慶祝海軍陸戰隊50周年隊慶 (中華民國海軍陸戰隊). 1998年（民國87年）: 164頁. pic01[永久]、pic02[永久]、pic03[永久]

## 引用
1. 1 2 3 4  蔣長泰. . 榮民文化網 - 老兵憶往 - 戡亂. 國軍退除役官兵輔導委員會.   [2014-05-07]. （原始内容存档于2019-06-09）.01 （页面存档备份，存于）
2. ↑  1958年9月28日陸軍工兵學校獎狀乙幀，校長陸軍少將楊厚綵，中校教官「徐彭」
3. ↑  呂世民. . 軍事新聞通訊社 (高雄左營: 青年日報社). 2010年12月31日. （原始内容存档于2013-10-15）.
4. ↑  黃一翔. . 軍事新聞通訊社 (臺北: 青年日報社). 2011-01-01.[]